# Attelwil
Attelwil est une ancienne commune suisse du canton d'Argovie, située dans le district de Zofingue. Elle est absorbée par Reitnau le 1er janvier 2019.